# Cerro Jachcha Khuchu
Cerro Jachcha Khuchu är en kulle i Bolivia.   Den ligger i departementet Oruro, i den västra delen av landet, 400 km väster om huvudstaden Sucre. Toppen på Cerro Jachcha Khuchu är 4 160 meter över havet.
Terrängen runt Cerro Jachcha Khuchu är kuperad västerut, men österut är den platt. Trakten runt Cerro Jachcha Khuchu är nära nog obefolkad, med mindre än två invånare per kvadratkilometer.. 
Omgivningarna runt Cerro Jachcha Khuchu är i huvudsak ett öppet busklandskap.